# Die Vergulde Craen
Die Vergulde Craen is een rijksmonumentaal grachtenpand en voormalige bierbrouwerij in de Nederlandse stad Utrecht.

## Geschiedenis
Het pand aan de Oudegracht 17 is rond 1400 gebouwd. Vanaf circa 1558 had een bierbrouwerij hier onderdak, in 1630 heette de brouwerij Die Vergulde Craen. Tot de bekendste bewoners van dit pand behoort Trijn van Leemput. Vanaf 1555 woonde ze er met haar man die onder meer een vooraanstaand burger en brouwer was.
In de oudste vorm bestond het pand uit een voorhuis met daarachter nog een woondeel. Onder het huis bevindt zich een kelder die gevormd wordt door een tongewelf waarbij de huiskelder aan een werfkelder grenst. Boven de huiskelder bevinden zich meerdere bouwlagen en een houten spantconstructie voor het zadeldak. Oudegracht 17 is gaandeweg de geschiedenis meermaals verbouwd. In de 17e eeuw is de voorgevel van het pand vervangen door een die op vlucht (vooroverhellend) staat. In de 19e eeuw werd een waterkelder gebouwd die voorzien was van een pomp.

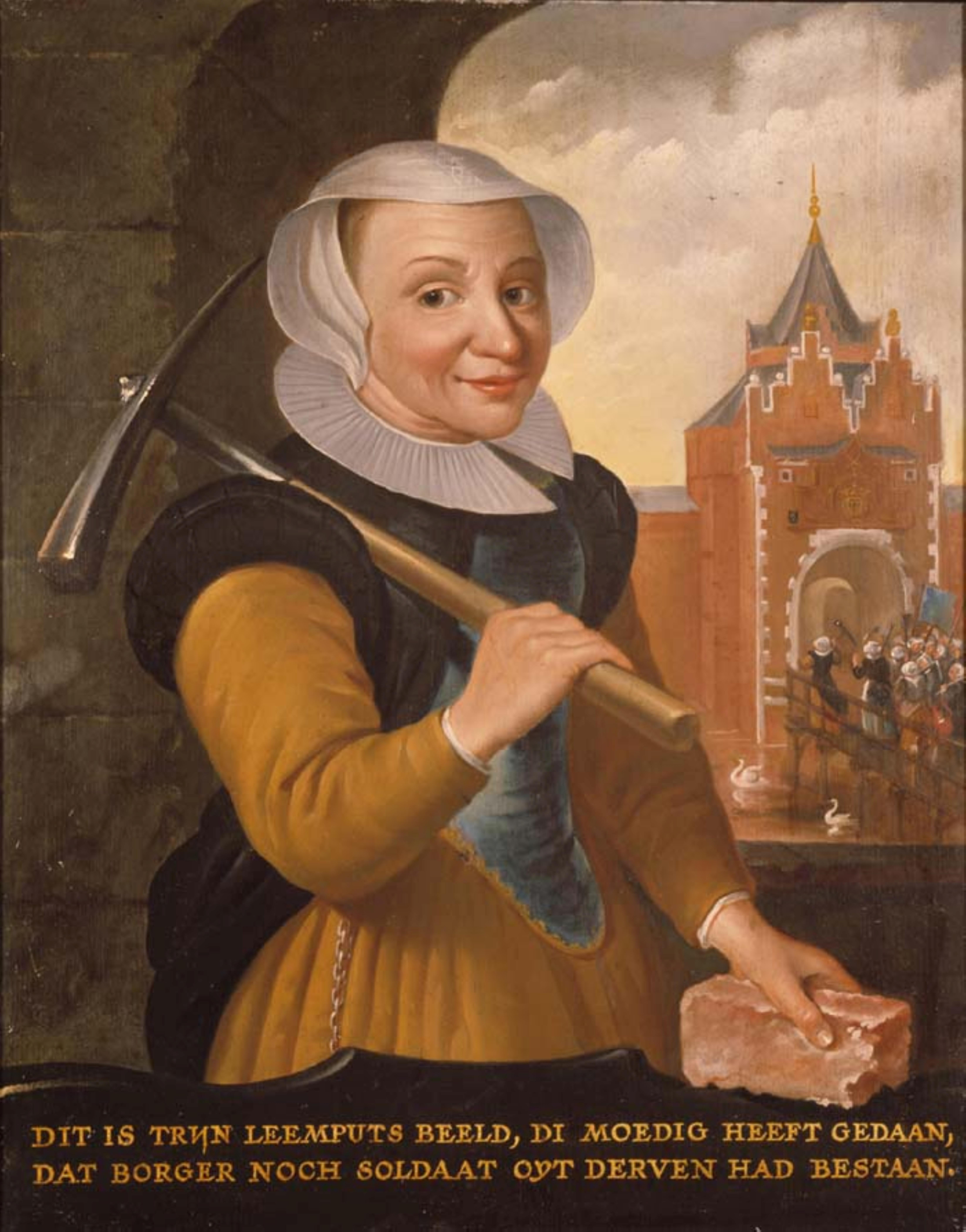
Trijn van Leemput op een schilderij van een onbekende schilder uit ca. 1650. Ze is uitgebeeld met een pikhouweel met in de achtergrond de dwangburcht Vredenburg die ze in 1577 volgens de overlevering begon te slopen.